# Мировое (Харьковская область)
Мировое (укр. Мирове; до 2025 года — Московка), село,
Кондрашовский сельский совет,
Купянский район,
Харьковская область.
Код КОАТУУ — 6323783005. Население по переписи 2001 года составляет 534 (243/291 м/ж) человека.

## Географическое положение
Село Московка находится на правом берегу реки Купянка, ниже по течению примыкает к городу Купянск, фактически с ним смыкаясь.
К селу примыкает государственный Купянский леспитомник.

## История
- 1884 — дата основания.

## Объекты социальной сферы
- Фельдшерско-акушерский пункт.

## Достопримечательности
- Братская могила советских воинов. Похоронено 8 воинов.